# Dalwin (województwo pomorskie)
Dalwin (kaszub. Dalwënò) – wieś kociewska w Polsce położona w województwie pomorskim, w powiecie tczewskim, w gminie Tczew. Wieś jest siedzibą sołectwa w którego skład wchodzi również miejscowość Świetlikowo.
W latach 1975–1998 miejscowość należała administracyjnie do województwa gdańskiego.

## Zabytki
Według rejestru zabytków NID na listę zabytków wpisane są:
- kościół filialny pw. św. Mikołaja, 1819, nr rej.: A-1740 z 18.02.2003
- cmentarz kościelny, nr rej.: j.w.
- kaplica grobowa rodzin du Bois i Plehn, 1 poł. XIX w.